# 共伯 (衛)
共伯（きょうはく、紀元前?年 - 紀元前813年）は、衛の第10代君主。釐侯の子。姓は姫、名は余。

## 生涯
釐侯の子として生まれる。
釐侯が即位42年（前813年）で卒去すると、子の姫余が立った。
姫余の弟である姫和は、釐侯に寵愛され、財貨を多く与えられており、それで士を手なずけて姫余を父の墓地で襲った。襲われた姫余は墓道に入って自殺してしまう。そこで衛の人たちは姫余を釐侯のそばに葬って共伯と諡し、姫和を立てて衛君とした。

## 参考資料
- 司馬遷『史記』（衛康叔世家第七）